# Stade de ski artistique de Kanthaugen
Le stade de ski artistique de Kanthaugen est un site de ski acrobatique situé à Lillehammer, en Norvège. Il a notamment accueilli des épreuves lors des Jeux olympiques d'hiver de 1994.

## Historique
L'emplacement du site est décidé en janvier 1990. En août 1991, la municipalité de Lillehammer adopte le plan d’aménagement pour un stade complet de ski artistique comprenant des pistes pour le saut, les bosses et le ballet. En novembre 1991, le comité d'organisation des Jeux de Lillehammer décide d’assumer la responsabilité de la piste de bosses, tandis que l’achèvement des pistes de saut et de ballet revient à la municipalité.
La construction du site a été financée par le comité d'organisation pour un montant de 17 millions de couronnes norvégiennes, ainsi que par la municipalité de Lillehammer, à hauteur de 3,4 millions de couronnes.

## Description
Le stade de ski de Kanthaugen est situé à un kilomètre à l'est du centre-ville de Lillehammer. Il s’agit d’une zone de loisirs et de récréation en plein air, dans un domaine boisé et cultivé, très populaire auprès des habitants de la ville. Les trois pistes pour le saut, les bosses et le ballet sont construites à proximité l'une de l'autre, et possèdent une aire plane d'arrivée commune. Le stade peut accueillir 15 000 spectateurs en configuration saut, et 12 000 spectateurs pour les épreuves de bosses.